# Ertan Kiliç
Ertan Kiliç (Giresun, 1971) is een Turks-Nederlandse blogger.
Kiliç is de schrijver achter de weblogs CyberDjihad en ErTaN. De weblogs kwamen herhaaldelijk in het nieuws vanwege daarin neergezette anti-westerse publicaties. Vanwege zijn publicaties kwam hij in aanraking met de Nederlandse justitie.

## Levensloop
Kiliç werd geboren in Turkije en kwam op latere leeftijd naar Nederland waar hij informatica ging studeren aan de Vrije Universiteit Amsterdam. Hij trouwde met een Turkse, met wie hij een kind kreeg.

## Incidenten en veroordelingen
Kiliç kwam landelijk in het nieuws toen hij adresgegevens van politici online publiceerde en het opnam voor Murat Demir, de moordenaar van de conrector Hans van Wieren. In de media werd Kiliç al snel beschouwd als een 'jihad-weblogger'.
In 2006 werd Kiliç veroordeeld vanwege belediging van minister voor Vreemdelingenzaken en Integratie Rita Verdonk en vanwege het aanzetten tot haat, discriminatie en geweld tegen homoseksuelen. Kiliç ging in hoger beroep waarna hij op vrijdag 20 juni 2008 door het Gerechtshof Amsterdam opnieuw werd veroordeeld. Ook ditmaal kwam het tot een taakstraf van 100 uur wegens het aanzetten tot haat en discriminatie jegens homoseksuelen, en het gebruik van geweld tegen hen. Ook werd hij daarbij opnieuw veroordeeld wegens het beledigen van Rita Verdonk.

## Sarcasme
Kiliç had onderaan zijn weblog een disclaimer staan, waarin werd benadrukt dat al zijn publicaties als sarcasme moesten worden opgevat. Volgens Albert Benschop, internetsocioloog van de Universiteit van Amsterdam, ging het sarcasme van Kiliç over in belediging en discriminatie.

## Strafrecht
Het arrest voor Kiliç alsmede het arrest voor de poster Joshadam in het forum Polinco zijn nu basis geworden voor eventuele strafvervolging van alle posters in een internetforum.